# Asemnantha pubescens
Asemnantha pubescens är en måreväxtart som beskrevs av Joseph Dalton Hooker. Asemnantha pubescens ingår i släktet Asemnantha och familjen måreväxter. Inga underarter finns listade i Catalogue of Life.